# Sonoma hespera
Sonoma hespera är en skalbaggsart som beskrevs av Park och Wagner 1962. Sonoma hespera ingår i släktet Sonoma och familjen kortvingar. Inga underarter finns listade i Catalogue of Life.